# Carlos Pérez García
Carlos Pérez García (València, 1947 - 2013) fou un expert en art i pedagog valencià, conservador de museus com l'IVAM, el MuVIM i el Museu Reina Sofia de Madrid.
Llicenciat en Ciències de l'Educació per la Universitat de València, Carlos Pérez s'interesà per la relació entre l'art modern i la renovació pedagògica amb el disseny de material didàctic sota les influències de Maria Montessori o Bauhaus. La idea es materialitzà amb l'anomenat 'Taller de l'Infant', un projecte col·lectiu per a la comercialització de dissenys vanguardistes als anys 70 del segle XX i que se situà al Carrer de Guillem de Castro de València, al baix cedit per Rafael Solbes de l'Equip Crònica. De la producció expositiva d'aquella època destaquen Infancia y Arte Moderno i laddin Toys. Los Juguetes de Torres García, mostres que s'exposaren a l'IVAM, la Institución Libre de Enseñanza (Madrid) i a La Pedrera de Barcelona. Altra mostra derivada de les primeres, Los juguetes de las vanguardias, es pogué visitar en 2010 al Museu Picasso de Màlaga.
En 1989 entrà a formar part de l'equip de professionals que treballaven a l'IVAM al departament de Comunicació i Didàctica. Més tard seria conservador de la institució. L'any 2000, el seu amic Juan Manuel Bonet el crida per a treballar de conservador al Museu Reina Sofia de Madrid on era director. El 2005 tornà a València per fer-se càrrec del Museu Valencià de la Il·lustració i la Modernitat (MuVIM) rellançant el museu amb tres grans línies: l'art gràfic, la fotografia i el llibre il·lustrat. El novembre de 2012, l'Ambaixada de França li imposà la insignia de cavaller de l'Orde de les Arts i les Lletres.
Morí el 25 de desembre de 2013 al seu domicili de la Finca Roja de València.